# アレクサンドル・ヤコヴレフ (1911年生の政治家)
アレクサンドル・イヴァノヴィチ・ヤコヴレフ（ロシア語: Александр Иванович Яковлев、1911年9月26日 - 1989年6月9日）は、ソビエト連邦の政治家・官僚。

## 生涯
1911年に生まれ、アゼルバイジャン産業学院を卒業。掘削事務所の副技師長を務めていたが、1939年に全連邦共産党党員となり、翌1940年から党での活動を始めた。
1942年から1946年まで党中央委員会人事部石油産業人事部教官、同年から1948年まで同部監査官、同年から翌1949年まで党中央委重工業部教官、同年から1952年まで党グロズヌイ州委書記、同年から翌1953年2月までソビエト連邦共産党中央委附属党統制委責任統制官、同月から4月24日まで党ブグリマ州 (ru) 委第二書記、同月から年内までは再度の党統制委責任統制官および党中央委党・労働組合・コムソモール団体部教官を務めた。
1953年から1955年12月までは党グロズヌイ州委第二書記、同月から翌1956年11月24日までは第一書記、同日から1959年1月までは党チェチェン・イングーシ州委 (ru) 第一書記を務め、1956年2月25日から1961年10月17日までは党中央監査委に属した。1959年から1967年までは党中央委監査官を務め、同年からはソビエト連邦医療産業副大臣に就いたが、その後の経歴は不明。ウクライナ語版ウィキペディアによれば、1975年に引退し、1989年にモスクワで死去したとされる。